# 맥켄지 브룩 스미스

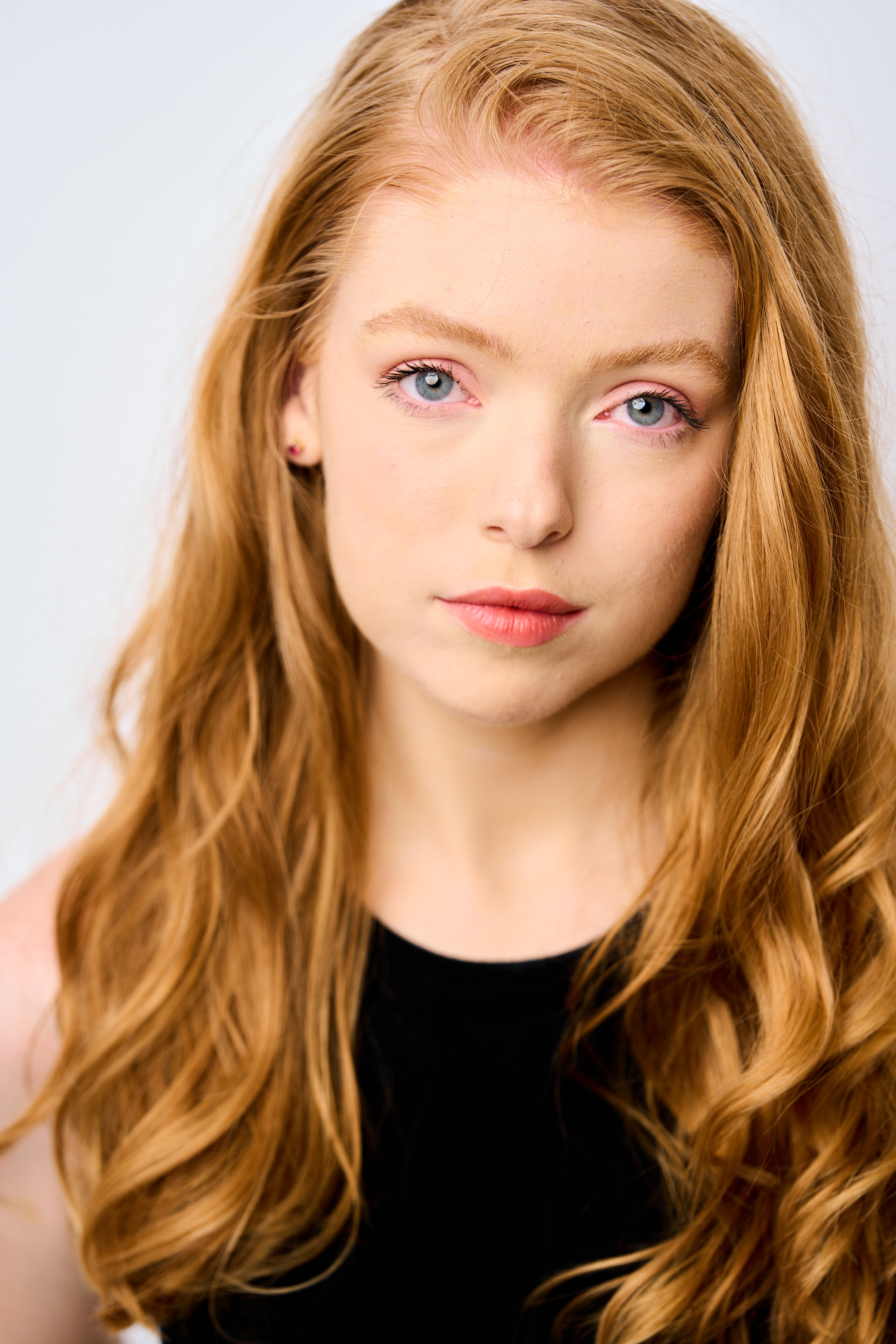
2022년 모습

매켄지 스미스(Mackenzie Smith, 2001년 2월 6일 ~ )는 미국의 배우, 모델이다.
플로리다주에서 태어났다.

## 출연 작품

### 영화
- 4번의 크리스마스 (2008)
- 그로스 (2009, Growth) - 궨 역 (단편)
- 전회 (2009, Turn Around)
- 갓 블레스 아메리카 (2011)
- Theodora (2015) - 단편
- 부모님과 이혼하는 방법 (2015) - 어린 애니 팽 역

### 텔레비전
- 터미네이터: 사라 코너 연대기 (2008-09)
- 헤크 패밀리 (2010-12, 2016)